# Wilsonville, Oregon
Wilsonville là một thành phố chính yếu nằm trong Quận Clackamas, Oregon, Hoa Kỳ. Một phần phía bắc của thành phố nằm trong Quận Washington. Được hợp nhất thành thành phố năm 1969, nơi đây từng được biết như là Vùng đất Boones theo tên của Bến phà Boones vượt ngang sông Willamette. Wilsonville nằm trong Vùng đô thị Portland và bao gồm cộng đồng độc lập trước kia là Charbonneau. Thành phố bị chia làm hai bởi Xa lộ Liên tiểu bang 5.
Dân số theo điều tra dân số năm 2000 là 13.991. Ước tính dân số năm 2007 là 17.405.

## Địa lý
Wilsonville nằm ở vị trí 45°18′24″B 122°45′59″T / 45,30667°B 122,76639°TĐã đưa tham số không hợp lệ vào hàm {{#coordinates:}} (45.306805, -122.766420) 1 trên rìa phía nam của Vùng đô thị Portland. Thành phố nằm trên bờ phía bắc của Sông Willamette.
Theo Cục điều tra dân số Hoa Kỳ, vào năm 2000 thành phố có tổng diện tích là 6,9 dặm vuông Anh (17,9 km²), con số mà theo thành phố cho biết là đã gia tăng lên đến 7,4 dặm vuông Anh (19,2 km²) vào tháng 7 năm 2005. Đối với con số năm 2000, 6,7 dặm vuông (17,4 km²) là mặt đất và 0,2 dặm vuông (0,5 km²) hay 2,75% là mặt nước.

## Thương mãi và kinh tế
Wilsonville là tổng hành dinh của một số công ty quốc gia và địa phương chính như sau:
- Joe's [4] (trước đây là G.I. Joe's), nhà buôn lẽ đặc biệt về hàng hóa thể thao, hoạt động ngoài trời và phụ tùng xe hơi;
- Hollywood Entertainment,[2] công ty mẹ của Hollywood Video;
- InFocus,[2] nhà sản xuất máy phát hình đa công dụng (multimedia projectors);
- Mentor Graphics,[2] một công ty có giá trị 700 triệu đô la, chuyên chế tạo nhu liệu thiết kế mạch điện.

Xerox có một xưởng sản xuất lớn tại Wilsonville; công ty mua lại phân bộ hình ảnh và máy in màu từ công ty Tektronix năm 2000. Xerox và Mentor Graphics là hai chủ nhân mướn nhiều công nhân nhất của thành phố tính đến năm 2006. Hai công ty này đã mướn hơn 1000 công nhân.
Những chủ nhân lớn khác trong thành phố là Tyco Electronics (Precision Interconnect), Sysco, và Fry's Electronics.
Nike có một trung tâm phân phối giày trong Wilsonville, là một trong các công ty đóng thuế cho thành phố lớn nhất.

## Giáo dục

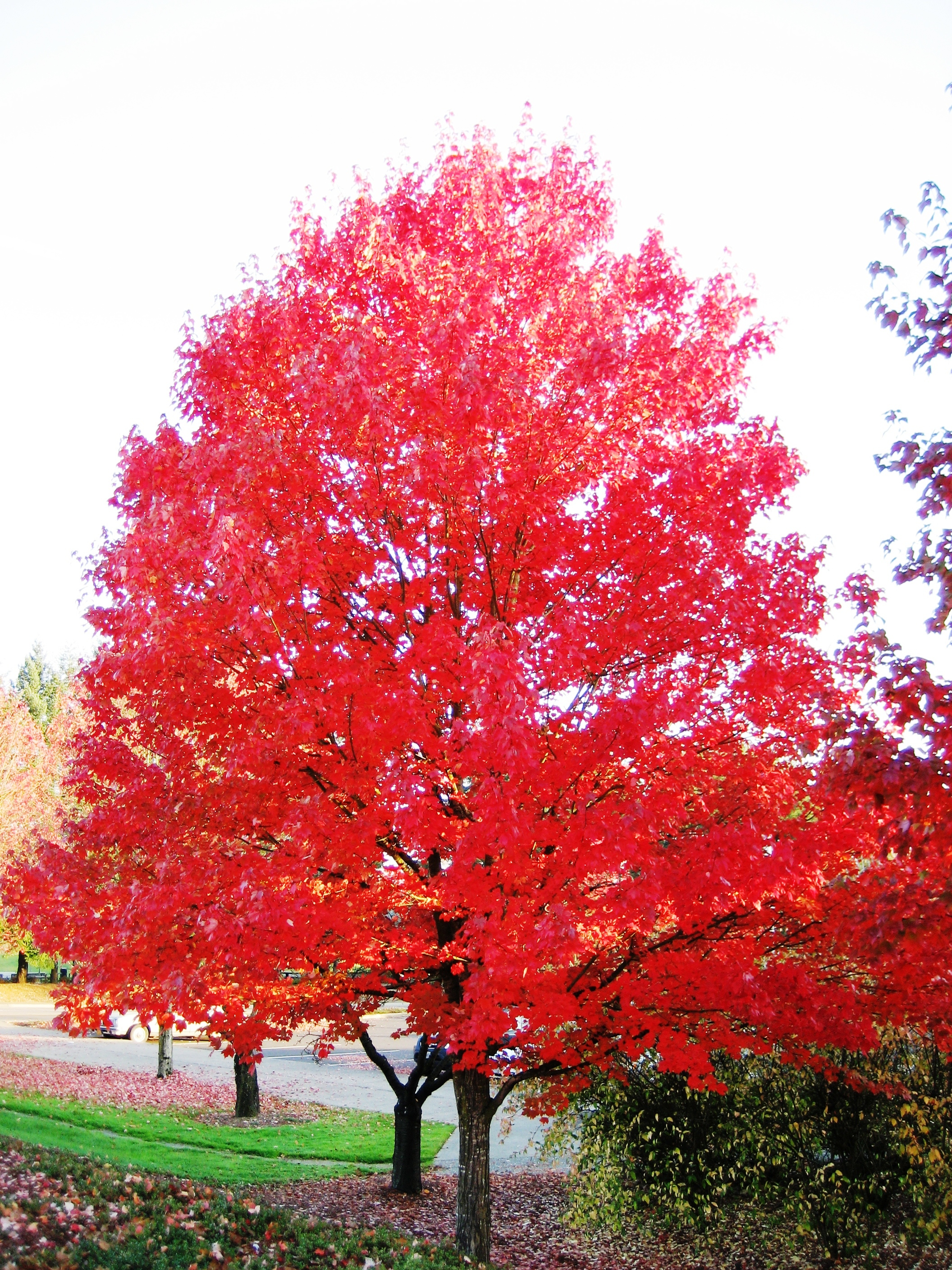
Màu sắc mùa thu

Công trình nghệ thuật công cộng tại thư viện thành phố

Wilsonville nằm trong Học khu West Linn-Wilsonville và Khu Cao đẳng Cộng đồng Clackamas.

### Trường tiểu học
- Tiểu học Wilsonville (đóng năm 2001)
- Tiểu học Boeckman Creek
- Tiểu học Boones Ferry

### Trường trung học
- Trung học Wilsonville
- Trung học ArtTech

### Đại học và cao đẳng
- Chi nhánh Cao đẳng Cộng đồng Clackamas
- Cao đẳng Pioneer Pacific

## Thành phố kết nghĩa
Wilsonville có một thành phố kết nghĩa:
- Kitakata, Nhật Bản